# Мідріатики

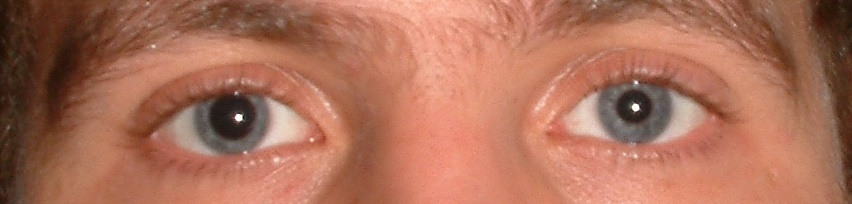
Правосторонній мідріаз викликаний парасимпатолітиком

Мідріатики — препарати, що розширюють зіницю, тобто викликають мідріаз.
Мідріатики використовуються в діагностичних або терапевтичних цілях в офтальмологічній практиці (людській і ветеринарній медицині). 
Існує два м’язи, що впливають на розмір зіниці:
- М’яз-розширювач зіниці (отримує симпатичну іннервацію)
- М’яз-звужувач зіниці (отримує парасимпатичну іннервацію)

Розширення зіниці можна досягти при застосуванні препаратів двох груп:
- Симпатоміметики (стимулюють дію симпатичної нервової системи, в цьому випадку викликають скорочення м’яза-розширювача зіниці): кокаїн, адреналін, фенілефрин.
- Парасимпатолітики (послаблюють ефект парасимпатичної нервової системи, в цьому випадку викликають розслаблення м’яза-звужувача зіниці): атропін і гиосциамин, скополамін, тропікамід, циклопентолат.

Часто в офтальмологічній практиці викликають мідріаз для розширення зіниці з метою кращого огляду дна ока і з метою визначення істинної рефракції ока. Побічним ефектом для парасимпатолітичних мідріатиків є порушення акомодації, оскільки циліарний м’яз також отримує парасимпатичну іннервацію і він виявляється тимчасово паралізованим. Рекомендують використовувати короткочасні парасимпатолітики (тропікамід), оскільки дія атропіну може зберігатися до 7-10 днів. При паралічі циліарного м'яза не рекомендують утримуватися від читання і водіння авто.
В лікувальних цілях мідріатики використовують при запальних захворюваннях переднього відділу ока для запобігання утворення спайок між райдужною оболонкою і кришталиком.